# Bristol Superfreighter
Bristol Type 170 Superfreighter — модернизированная версия Bristol Freighter, но назначался для транспортного и пассажирского перелета. Был изготовлен и использован компанией Silver City Airways для коротких паромных перелетов во Францию.

## Разработка
Во время Второй Мировой войны Королевские ВВС Великобритании для военно-транспортных перевозок использовали несколько моделей самолетов, которые не были специально приспособлены для этих целей. Требовался самолет, способный обеспечить высокую интенсивность транспортных перевозок при минимальных затратах времени на погрузочно-разгрузочные работы.
Проектирование грузового транспортного самолета фирма "Бристоль" начала на заключительном этапе войны в 1944 году. Самолет создавался на базе десантного самолета Bristol 130 Bombay. Главный конструктор проекта А. Рассел в основу проекта заложил требования максимально удешевить конструкцию и обеспечить минимальные эксплуатационные затраты.
Размеры и общий вид проектируемого самолета определялись требованиями британской армии обеспечить перевозку стандартного трёхтонного армейского грузовика или аналогичного груза. Предполагалось использовать самолет для десантных операций в Бирме. Однако, в период проектирования самолета война закончилась и военные потеряли интерес к этому проекту. Чтобы спасти проделанную работу, конструкторы фирмы адаптировали проект военно-транспортного самолета в грузопассажирский.
Министерство снабжения Великобритании финансировало создание гражданского варианта самолета. С фирмой "Бристоль" был заключен контракт на строительство двух прототипов для полного цикла испытаний, двух прототипов для демонстрационных полетов и 25  серийных самолетов.
Анализ рынка пассажирских перевозок показал, что проектируемый самолет будет иметь спрос на региональных маршрутах в слаборазвитых и отдаленных районах в качестве пассажирского. Поэтому одновременно строились две модификации. Первая с большой грузовой дверью в носовой части фюзеляжа и усиленным полом - грузовой Type 170 Mk I Freighter (Фрейтер). Вторая модификация без грузовой двери, с пассажирским салоном на 36 мест - пассажирский Type 170 MK II Wayfarer (Уэйфэрер).  Обе модификации имели иллюминаторы по бортам, аварийные выходы и отопление салона.
Type 170 был первым из проектов Bristol Aeroplane Company после Второй Мировой Войны. У этого самолета была малая дальность полета. Самолет представлял собой высокоплан с двухстворчатой носовой дверью, кабиной экипажа над грузовым отсеком, неубирающимся шасси и двумя установленными в крыле двигателями Bristol Hercules с гильзовым распределением газовой смеси[неизвестный термин].
Уэйфрэрер имел цельную носовую часть, боковую входную дверь, а также усиленный грузовой пол. Но также существовал в нескольких разных компоновок интерьера и вмещал в себя до 32 пассажиров, кухню и туалет.
Но в 1953 был разработан и Superfreighter, который вмещал два-три автомобиля и до 23 пассажиров. Позднее была разработана другая версия Super Wayfarer, которая вмещала в себя уже 60 пассажиров и использовалась для многоканальных рейсов[неизвестный термин] в Европу.

## Первые полёты и испытания
Первый полёт опытного самолета Freiter (первый прототип) состоялся 2 декабря 1945 года с заводского аэродрома в Филтоне. По окончании заводских испытаний самолет был передан Королевским ВВС (RAF) для эксплуатационных испытаний. 
Второй прототип Wayfarer, пассажирская версия, вмещавшая 32-места, совершил первый полет 30 апреля 1946 г.
Третий прототип, полностью укомплектованный грузовой вариант, в августе 1946 года отправился в демонстрационный вояж по странам Северной и Южной Америки. Там он был передан канадским авиакомпаниям для эксплуатационных испытаний. В марте 1948 года самолет вернулся на завод.
Четвертый прототип, полностью оборудованный пассажирской вариант, прошел полный цикл заводских и эксплуатационных испытаний. 7 июля 1946 года пассажирский вариант получил сертификат летной годности. Успех проведенных испытаний способствовал получению большого количества заказов.
По результатам эксплуатационных испытаний размах крыла увеличили на 3,05 метра для увеличения подъёмной силы. Это повлекло за собой установку более мощных двигателей. Полученный самолет обозначили Type 170 Freighter Mk 21. Самым известным вариантом стал Type 170 Superfreiter Мk 32 с фюзеляжем, удлиненным на 1,52 метра.

## Конструкция Bristol 170 Freighter (Wayfarer)
Цельнометаллический свободнонесущий высокоплан с двумя поршневыми двигателями и неубираемым шасси.
Фюзеляж - типа полумонокок. Состоит из трех основных частей: округлой носовой, средней прямоугольного сечения и хвостовой.
В варианте Freighter в носовой части фюзеляжа расположен большой грузовой люк и рампа для самостоятельного заезда в грузовой отсек колесной техники. Грузовой отсек длиной 9,65 м, шириной 2,06 м и высотой 2,03 м. 
В варианте Wayfarer на месте грузового отсека расположен пассажирский салон на 32 места. Девять рядов кресел, по два кресла по бортам[прояснить] с центральным проходом. 
В обоих вариантах пилотская кабина расположена в носовой части фюзеляжа, над отсеком полезной нагрузки. 
Крыло - двухлонжеронное состоит из трех частей: центроплан, прямоугольный в плане и две отъёмные консоли, трапециевидные в плане. Передняя кромка крыла имеет небольшую стреловидность, задняя кромка прямая.  
Хвостовое оперение - однокилевое классической схемы. Киль имеет стреловидность по передней кромке. Стабилизатор прямоугольный в плане. 
Шасси - трехопорное с хвостовым колесом. Основные опоры имеют пружинно-жидкостную амортизацию. 
Силовая установка - два 14-цилиндровых двухрядных поршневых двигателя воздушного охлаждения  Bristol Hercules, установленных в аэродинамических мотогондолах на центроплане. В зависимости от модификации самолета устанавливались двигатели Bristol Hercules различной мощности. Воздушный винт четырехлопастной диаметром 4,04 м. 
Управление - смешанное: рулями высоты и направления тросовое, грузовой дверью и закрылками электрогидравлическое. 
Электрическая система - 24 В с питанием от электрогенераторов с приводом от обоих двигателей. 
Приборы - автопилот, указатель скорости, альтиметр, поперечный кренометр, компас, тахометр.

## Эксплуатация
- Air Charter
- Air Ferry

British Air Ferries (BAF)
- British United Air Ferries (BUAF)
- Channel Air Bridge
- Compagnie Air Transport (см. илл.)
- Lambair
- Midland Air Cargo
- SABENA
- Silver City Airways

## Характеристики
Технические характеристики
- Экипаж: 3
- Пассажировместимость: 23 - 60 в зависимости от компоновки салона
- Длина: 22,40 метров
- Высота: 7,6 метров[6]
- Площадь крыла: 120,4 м² (1 297 фут²)
- Масса пустого: 13,351 кг
- Силовая установка: 2 × Bristol Hercules

Лётные характеристики
- Максимальная скорость: 362 км/ч на высоте 910 м
- Крейсерская скорость: 264 км/ч на высоте 1500 метров

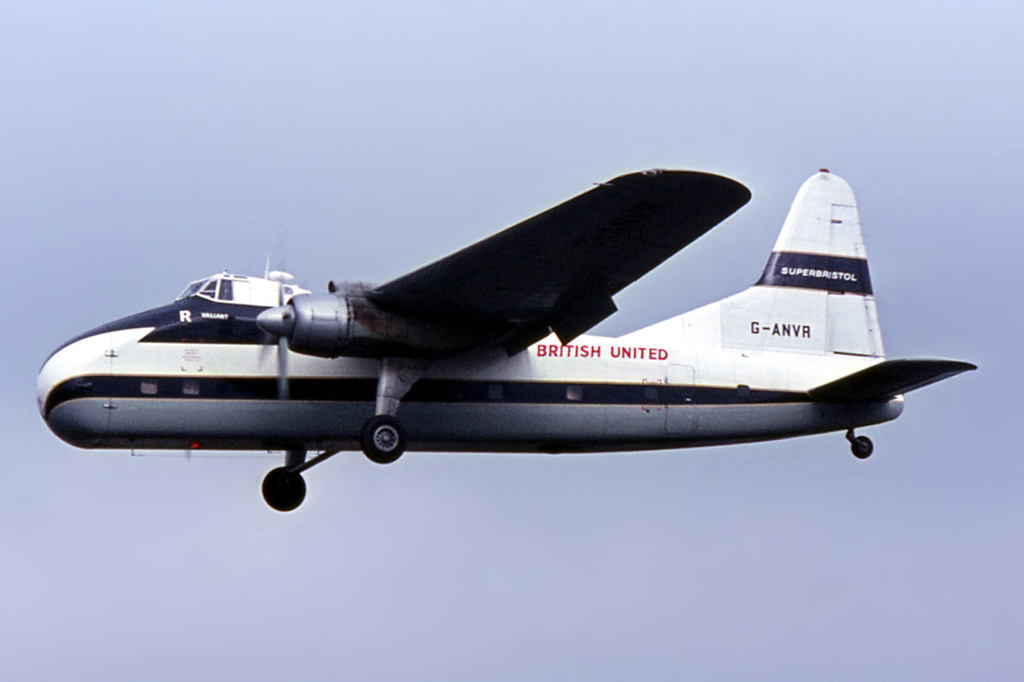
Superfreighter в 1966

- Дальность полета: 820 миль (1320 км, 710 nmi) с полезной нагрузкой 12 000 фунтов (5400 кг)
- Рабочий потолок: 23 000 футов (7000 м) при макс. непрерывная мощность и 38 000 фунтов (17 000 кг)
- Потолок с одним двигателем: 12 900 футов (3900 м) при 38 000 фунтов (17 000 кг) с запасом мощности при аварийном наборе высоты
- Скороподъемность: 250 футов/мин (1,3 м/с) на одном двигателе при полностью загруженном весе
- Время подъема на высоту: 10 000 футов (3000 м) максимум за 10 минут.
- Мощность/масса: 11 фунтов/л.с. (6,7 кг/кВт)
- Взлетная дистанция до 50 футов (15 м): 2500 футов (760 м) при ветре 5 миль в час (4,3 кн; 8,0 км/ч)
- Расстояние приземления с высоты 50 футов (15 м): 2300 футов (700 м) при ветре 5 миль в час (4,3 кн; 8,0 км/ч)